# Dominique Herr
Dominique Herr (Basilea, 25 ottobre 1965) è un ex calciatore svizzero, di ruolo difensore.

## Carriera

### Club
Ha iniziato la sua carriera nel 1984 con il Basilea; nelle prime due stagioni giocò prevalentemente nella formazione Under-21 nelle prime, per poi passare in prima squadra nella stagione 1986-1987. Dopo la retrocessione del Basilea in Nationalliga B al termine della stagione 1987-1988, si trasferì al Losanna, continuando in questo modo a giocare in Nationalliga A; a seguito delle prestazioni dimostrate con il nuovo club, ricevette le prime convocazioni nella Nazionale di calcio della Svizzera. Nell'estate 1992 fu acquistato dal Sion, con cui ha vinto due Coppe Svizzere nel 1995 e nel 1996. A causa di un infortunio fu costretto a ritirarsi prematuramente nel 1996, a 30 anni.

### Nazionale
Con la Nazionale elvetica ha totalizzato 51 presenze, segnato 4 gol e partecipato al campionato del mondo 1994), giocando tutte e 4 le partite disputate dai rossocrociati (le 3 partite della fase a gironi e l'ottavo di finale perso contro la Spagna).

## Palmarès
- Coppa Svizzera: 2

Sion: 1994-1995, 1995-1996